# 목조
목조(穆祖, 1204년 ~ 1274년)는 고려의 문신으로, 조선시대 추존왕이자 익조의 아버지이며, 조선의 추존왕 도조의 조부, 조선의 추존왕인 환조 증조부이고, 태조 이성계의 고조부이다. 휘(諱)는 안사(安社).

## 생애
전라도 전주에서 대장군을 지낸 이양무와 상장군 이강제의 딸 삼척 이씨와의 사이에 아들로 태어났다. 일설에는 그가 이양무의 장남이라 하고, 다른 설에 따르면 고려말 주부동정(主簿同正)을 지낸 이영습이 그의 형이라고도 한다.

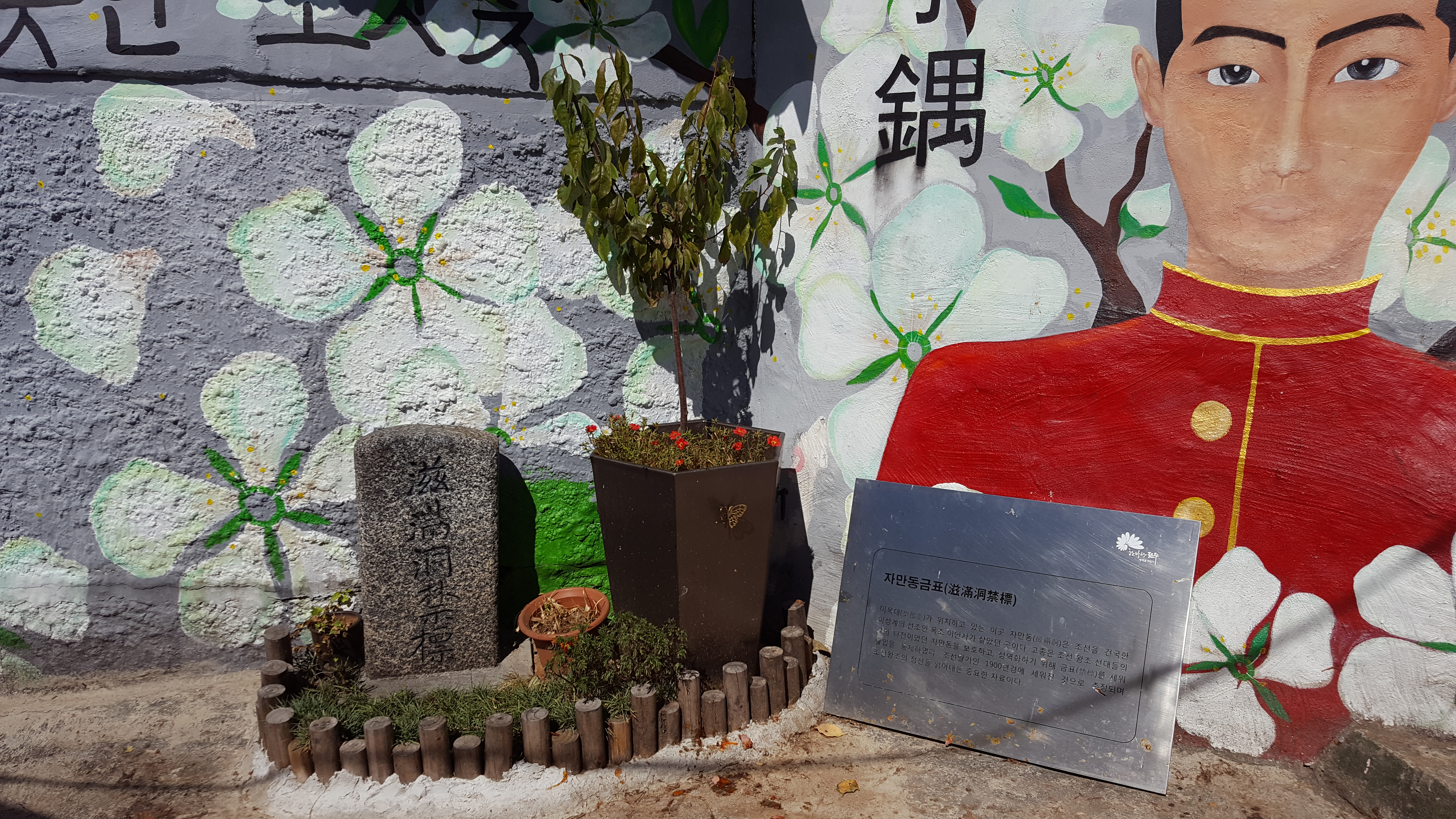
이안사가 살았던 자만동 일대에 대한 출입 금지를 알리는 표시석

처음에 전주에 살았는데, 기생 문제로 산성별감(山城別監)과 갈등을 빚고 삼척으로 이주하였다. 이안사는 이 지역의 한 기생을 좋아했는데 하루는 그 고을 별감과 기생문제로 다투었다. 그래서 화가 난 이안사는 별감에게 따졌고 싸움까지 일어났는데 문제는 이 별감이 고을 현감까지 알고 지내는 사이였다. 현감은 이 문제를 도지사급이었던 안렴사에게 알리는 바람에 이안사는 투옥될 위기에 처했다. 당시는 몽고와의 전란기라 호족들은 스스로 집안과 재산, 인명을 지키기 위해 가병을 거느리고 있는 경우가 많았는데 안렴사는 가병으로 이안사를 칠려고 하였지만 이를 알게 된 이안사는 안림사에서 미적거리는 사이에 집을 정리하고 가솔과 재산을 가지고 강원도 삼척으로 떠났다. 그곳에서 왜구와 원의 침략을 막아냈다. 산성별감이 안찰사로 임명되어 오자 다시 의주(宜州, 원산)로 이주하였다.
조정에서 그를 의주 병마사로 삼아 원의 침략을 막게 했는데, 1254년 몽골의 산지가 이안사를 공격하고 회유하자 항복하였다. 당시 몽골군이 철군할 때 항복한 고려인들을 지린성으로 끌고 갔는데 이안사는 개원로(開元路) 남경(南京)만호부의 오동(斡東, 알동)으로 데려갔고, 1255년에 이안사는 오동천호소의 우두머리 오동천호(千戶) 겸 다루가치(達魯花赤)로 임명되었다.
1274년 세상을 떠나 아들 이행리가 관직을 이어받았다. 1392년 7월 28일 태조 이성계에 의해 목왕(穆王)에 추봉되었다가 1411년 4월 22일 태종에 의해 목조(穆祖) 인문성목대왕(仁文聖穆大王)에 재추봉되었다.

## 가족 관계
- 조부 : 이린(李璘) - 조선 태조의 6대조
- 조모
  - 부 : 이양무(李陽茂, ? ~ 1231년), 대장군
  - 모 : 삼척이씨 상장군 이강제(李康濟)의 딸
    - 제 : 이영필(李英弼)
    - 제 : 이영밀(李英謐)
    - 제 : 이영습(李英襲) - 주부공파
- 목조대왕

이주: 전주→삼척→의주(宜州, 원산)→원나라 오동(斡東, 알동)
- - 왕비 : 효공왕후 이씨(李氏)
    - 안천대군(安川大君) 이어선(李於仙)
    - 안원대군(安原大君) 이진(李珍)
    - 안풍대군(安豐大君) 이정(李精)
    - 익조대왕(翼祖大王) 이행리(李行里)
    - 안창대군(安昌大君) 이매불(李梅拂)
    - 안흥대군(安興大君) 이구수(李球壽)